# Џеси Волт
Џеси Волт (енгл. Jessie Volt; Бордо, 29. март 1990) је француска порно-глумица.

## Каријера
Дебитовала је као глумица у индустрији порнографије 2010. када је имала 20 година. Године 2012. је освојила Галакси награду за најбољу европску порно-глумицу. Глумила је у више порнографских жанрова, као што су вагинални секс, фетиш и највише је снимила сцене аналног секса. Према сајту ИАФД глумила је у око 70 порно-филмова.

## Награде и номинације
- 2012 АВН награда номинована – Најбоља страна глумица[3]
- 2012 Галакси награда освојила – Најбоља европска порно глумица
- 2012 Europorn 2012 освојила – Најбоља европска порно глумица
- 2013 АВН награда номинована – Најбоља страна глумица[4]
- 2013 XBIZ награда номинована – Најбоља сцена - Vignette Release[5]

## Изабрана филмографија
- Raw 8 de
- Gape Lovers 7
- Between The Cheeks
- Young Harlots Young Offenders
- Decadent Diva's
- Anal Buffet 7
- Jerkoff Material 5
- Tout à déclarer
- Elastic Assholes 9
- French Trip
- Hard Anal Love
- Jessie Volt: DP
- My First Orgy
- NFC - Nude Fight Club 9: Fierce & Horny
- Pure 18 #15
- The Mommy X-Perience 2
- Two Big, Black, & On The Attack 4